# CEE 7 elektromos csatlakozószabvány
A CEE 7 elektromos csatlakozószabvány egy váltóáramú hálózati csatlakozó rendszer. Több verzióban létezik, a nemzetközi besorolás szerint a C, E és F típusú csatlakozók és aljzatok tartoznak ide. Magyarországon és Európa jelentős részén ez a szabvány terjedt el. Jellemzően 220-230 V-tal üzemelnek.
A rendszert először 1951-ben tették hivatalossá az akkori International Commission on the Rules for the Approval of Electrical Equipment (IECEE), vagyis Elektromos Berendezések Szabályait Jóváhagyó Nemzetközi Bizottság által, a szervezet Certification of Electrotechnical Equipment után CEE rövidítésű határozatának 7. kiadványában rendelkezett ezen csatlakozókról, ezért terjedt el a CEE 7 elnevezéseként. A szabványt 1963-ban és 1983-ban is frissítették korszerűbb előírásokkal, az IEC 60884-1 jelű nemzetközi biztonsági szabvánnyal azonban mindenképp rendelkezniük kell.

## Változatok

### CEE 7/1 aljzat és CEE 7/2 csatlakozó
A legkorábbi változat a földeletlen kétpólusú dugvilla és aljzat, előbbi CEE 7/2, utóbbi CEE 7/1 jelzésű, melyek teljes kör formájúak. Mivel hiányzik a földelés idővel kevéssé biztonságosnak ítélték, mint ami hajlamos zárlatot vagy tüzet okozni, ezért fokozatosan lecserélték korszerűbb, biztonságosabb változatokra. A földelés hiánya mellett másik probléma a dugóval volt, amit a körforma miatt újabb aljzatokba nem lehetett bedugni, a CEE 7/1 aljzat viszont újabb dugókkal is kompatibilis maradt. Főleg az 1950-es, 1960-as évek elektromos eszközein lehet találkozni velük, nagyjából az 1980-as évektől kezdték abbahagyni a gyártásukat. (A szovjet GOST 7396 jelű szabvány lényegében azonos volt vele.)

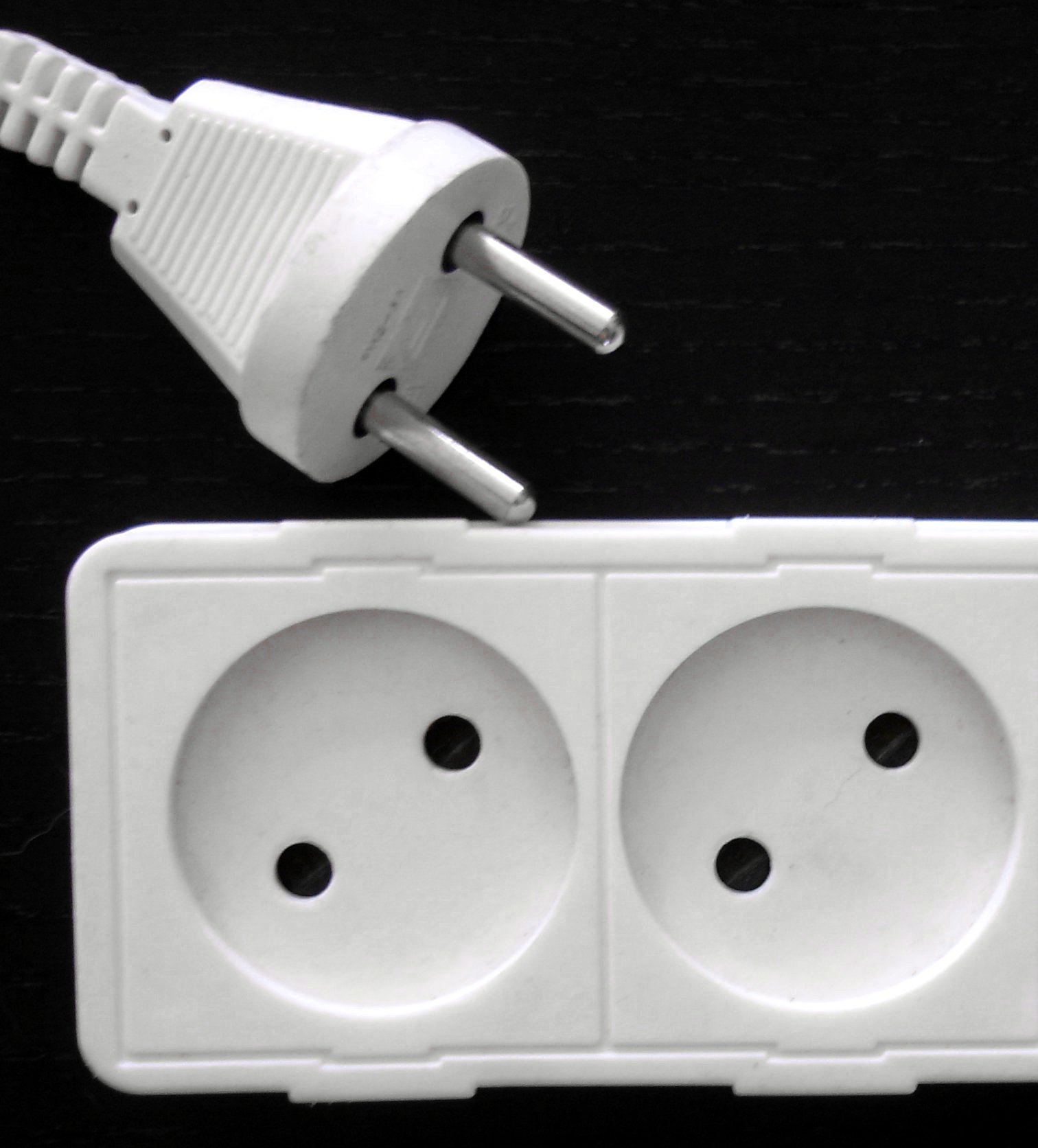
CEE 7/2 dugó és CEE 7/1 aljzat

### CEE 7/3 aljzat és CEE 7/4 csatlakozó „Schuko” (F típus)
A CEE 7 típus elterjedt földelt változata, ami Schuko néven is ismert, ezt nemzetközi összehasonlításban F típusnak nevezik. A CEE 7/4 jelű dugóján alul és fölül kis földelősínek vannak beszerelve, amik a CEE 7/3 jelű aljzat földelőérintkezőihez simulnak, kétoldalt pedig két-két horony lett kialakítva, ezzel a profillal stabilabb tartást adva a dugónak. (A magyar közbeszédben ezt jelenti a „süllyesztett” konnektor.) A Schuko rendszert már 1925-ben feltalálta Albert Büttner Németországban, idővel pedig ez lett az egyik legelterjedtebb csatlakozószabvány Európaszerte, ezért is okozott gondot, hogy a régebbi CEE 7/2 dugóval szerelt eszközök  biztonsági okokból nem mentek bele.

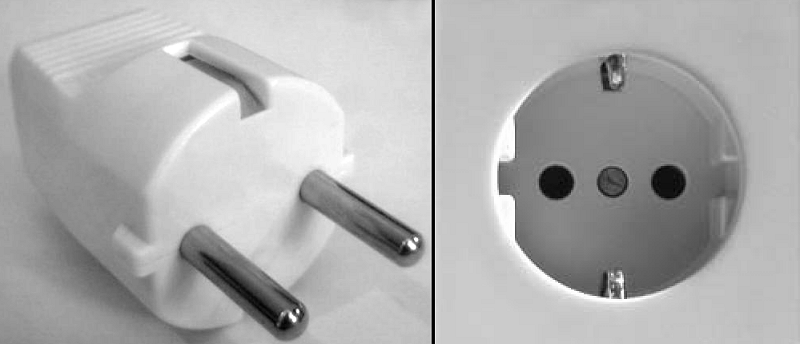
Schuko dugó és aljzat
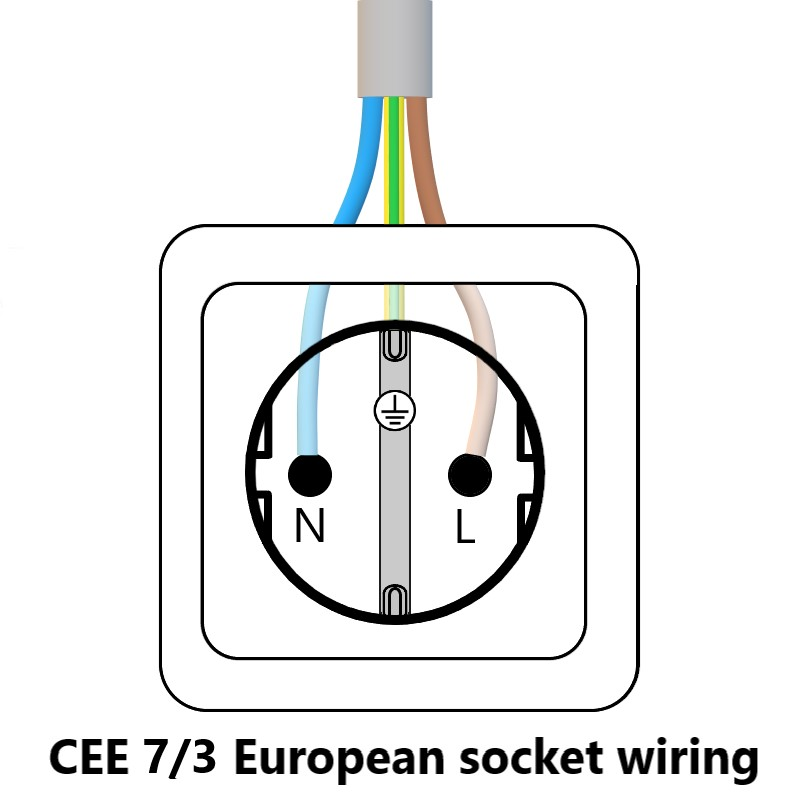

### CEE 7/5 aljzat és CEE 7/6 csatlakozó (E típus)
Ez a változat egy harmadik földelőtüskével rendelkezik, mely a CEE 7/5 aljzatból áll ki, szemben a Schuko aljzat alsó és felső érintkezőivel, a mérete azonos a CEE 7 dugók villáinak tüskéivel. A CEE 7/6 dugón egy középső lyuk fogadja a földelőtüskét. A Schuko dugó (akárcsak a CEE 7/2 kördugó) ebbe az aljzatba nem helyezhető. A CEE 7/6 dugó teljes kör alakja miatt ezen kívül legfeljebb csak a CEE 7/1 aljzattal kompatibilis. A nemzetközi listán E típusnak is nevezett változat főleg Franciaországban terjedt el.

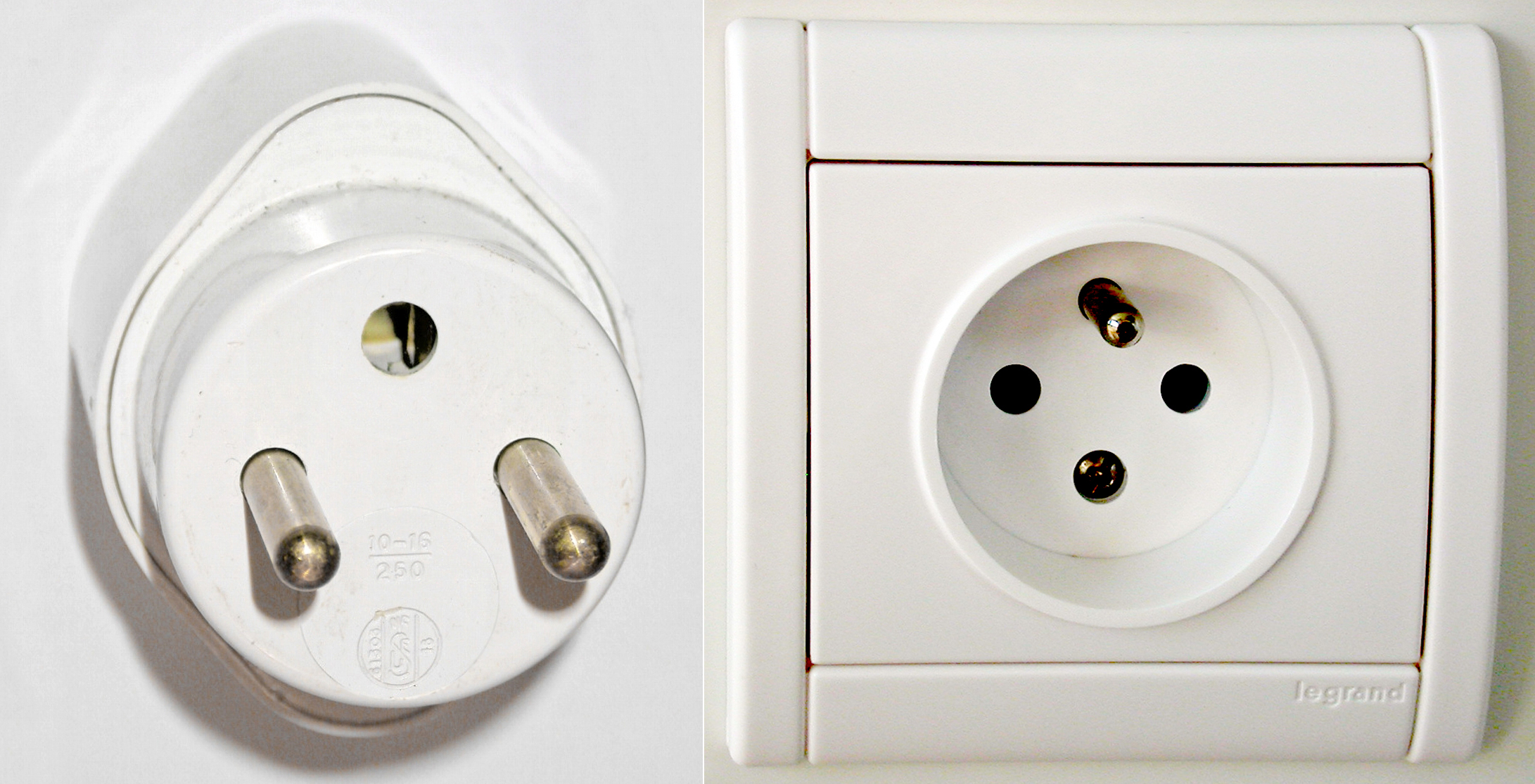
CEE 7/6 dugó és CEE 7/5 aljzat
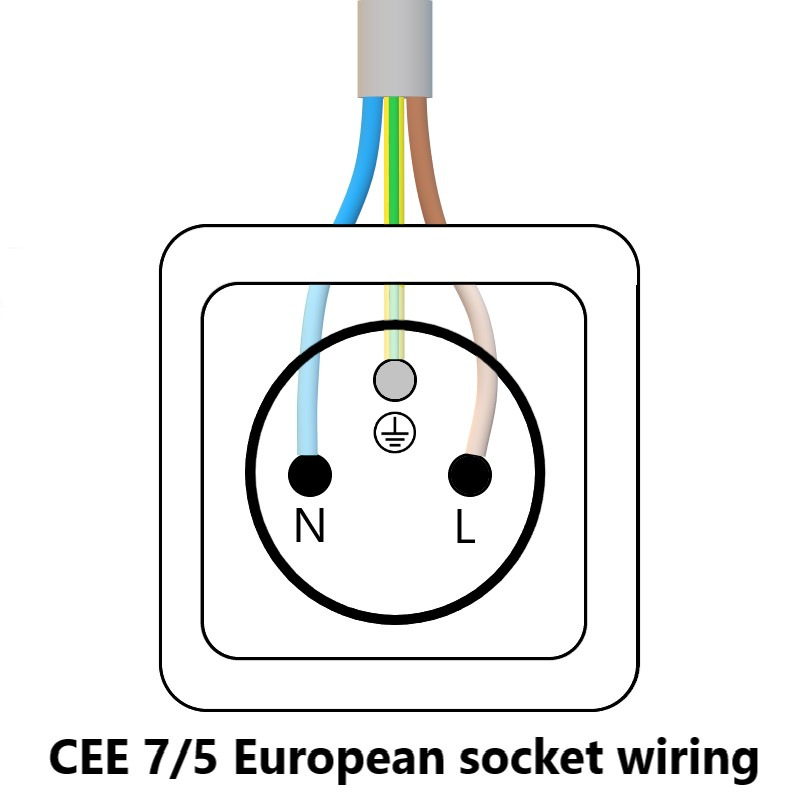

### CEE 7/7 csatlakozó (E+F típus)
Ez a változat ötvözi az F típusú Schuko és az E típusú CEE 7/6 dugó sajátosságait, a nemzetközileg E+F típus a C (CEE 7/1), E (CEE 7/5) és F (CEE 7/3) típusú aljzatba is dugható. Ezzel a verzióval főleg a német és a francia szabványt próbálták áthidalni, mára a Schukóval együtt ez is Európaszerte elterjedt, Magyarországon is lehet vele találkozni.

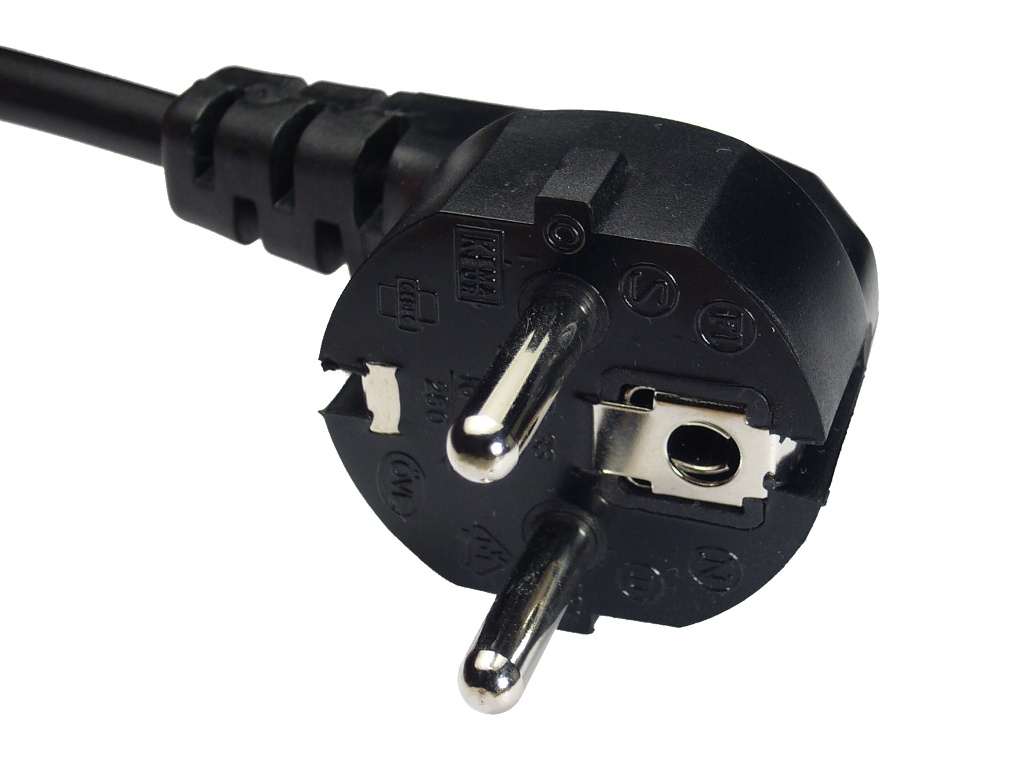
CEE 7/7 dugó
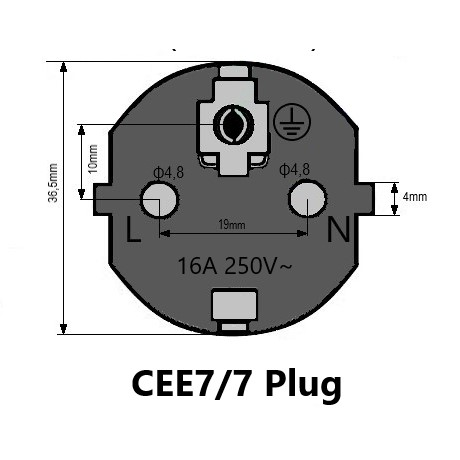
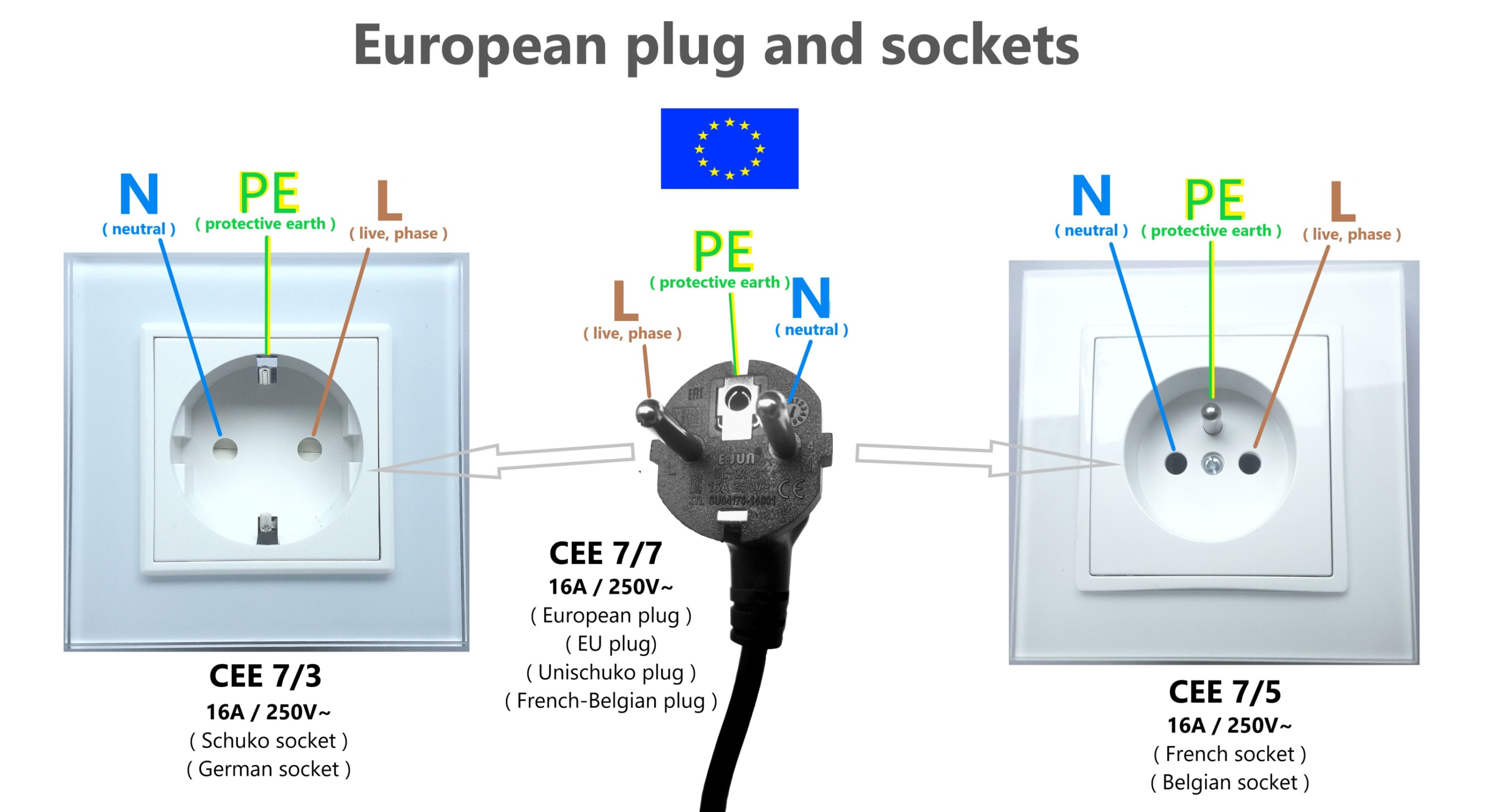

### CEE 7/16 csatlakozó „Euro csatlakozó”
Az Euro csatlakozónak is nevezett keskeny hatszögletű dugó széles körben elterjedt, kisebb-nagyobb háztartási és egyéb elektronikai eszközök vezetékei, töltőcsatlakozók garmadái rendelkeznek ilyen dugóval. A földeletlen, ezért inkább alacsonyabb feszültséggel működő eszközökön használatos csatlakozó a kis mérete miatt nagyon sok szabványú aljzatba illeszthető, a nemzetközileg C, E, F típusokén kívül a H, J, K, L, N típusokkal is kompatibilis. A villái a többi CEE 7 dugóéhoz képest keskenyebb és csak az alsó felük fémborítású. (Nem összetévesztendő a rá hasonlító brit BS 4573 dugóval!)

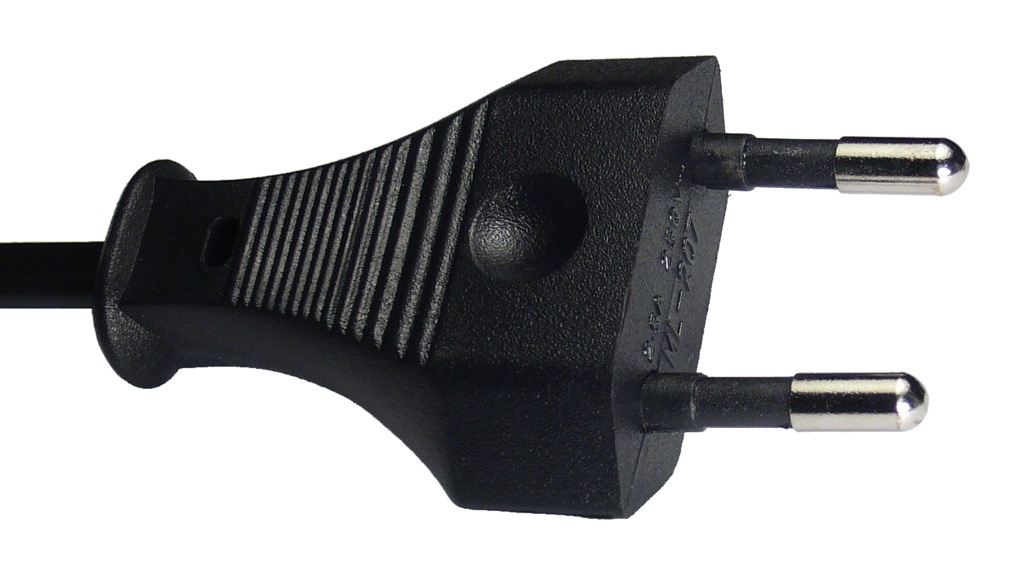
Euro csatlakozó

### CEE 7/17 csatlakozó
Földeletlen csatlakozó, ami viszont formázott köralakja miatt a C-n kívül a földelt E és F aljzatokkal is kompatibilis, ezáltal fixebben rögzül. Ezzel a dugóval főleg az úgynevezett II. érintésvédelmi osztályba tartozó elektromos eszközöket szerelik, amelyek nem igénylik a földelést, mert a működő elektromos részeik körbe vannak szigetelve.

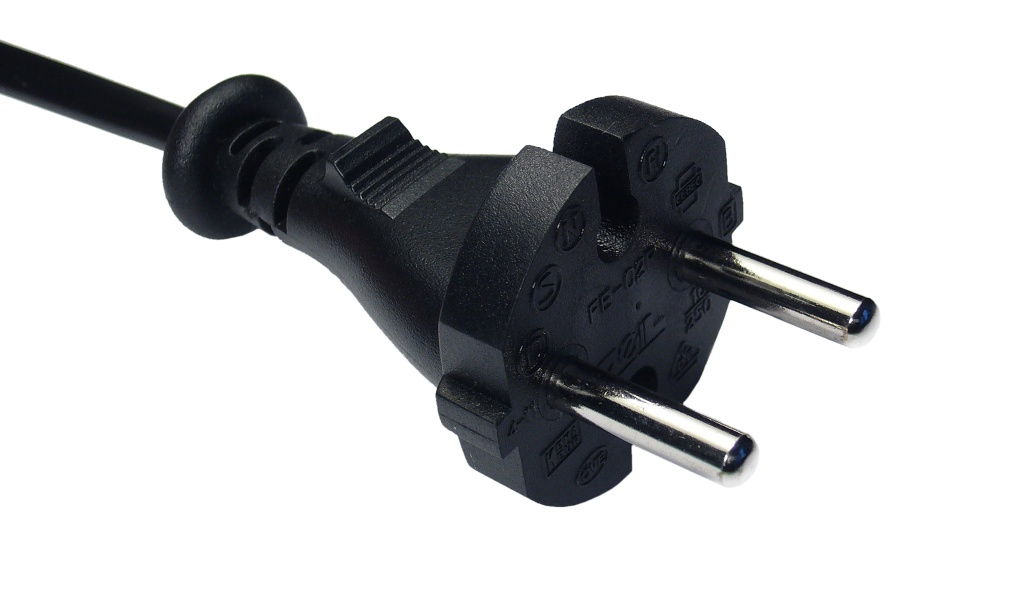
CEE 7/17 dugó

### Kompatibilitás CEE 7-en kívüli szabványokkal
A főleg Dániában használatos K típusú rendszer aljzata szinte az összes CEE 7-es csatlakozót képes fogadni, igaz csak földelés nélkül. Az aljzatban ugyanis egy harmadik középső, félkör profilú lyuk biztosítja a földelést az ilyen háromtüskéjű K típusú dugók számára, amik ezért nem is viszontkompatibilisek a CEE 7 aljzatokkal. A K típuson kívül a H, J, L, N típusokkal is van kompatibilitás, de csak a CEE 7/16 Euro csatlakozó által, ami ezen típusok aljzataiba dugható.

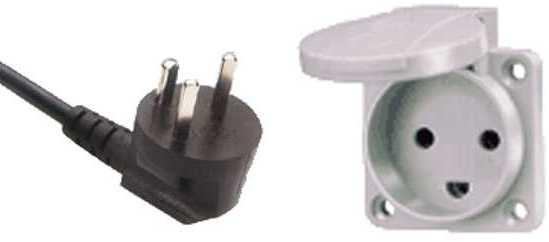
K típusú dugó és aljzat
Többféle, köztük H, J, K, L csatlakozótípusok aljzatai
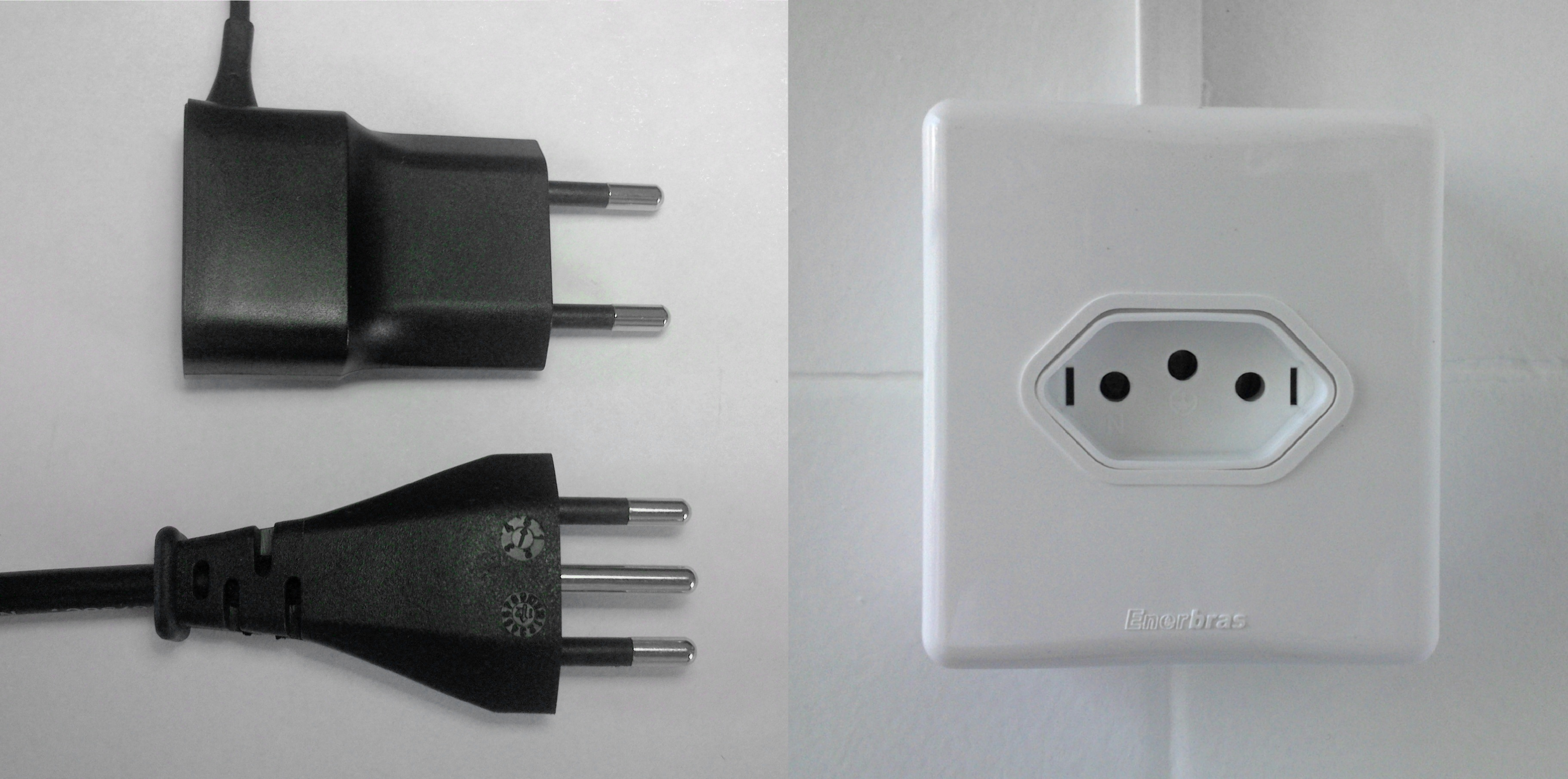
A J típusra hasonlító N típus, ami más feszültséggel működik kevéssé terjedt el

## Nemzetközi típusbesorolás
| Típus            | Csatlakozó      | Aljzat  | Megjegyzés/kompatibilitás    |
| ---------------- | --------------- | ------- | ---------------------------- |
| C típus          | CEE 7/2         | CEE 7/1 | elavult, kikopó formátum     |
| C típus          | CEE 7/16 „Euro” | ∅       | C, E, F, H, J, K, L, N típus |
| C típus          | CEE 7/17        | ∅       | C, E, F, K típus             |
| E típus          | CEE 7/6         | CEE 7/5 | főleg Franciaországban       |
| F típus „Schuko” | CEE 7/4         | CEE 7/3 | C, F, K típus                |
| E+F típus        | CEE 7/7         | ∅       | C, E, F, K típus             |

## Fordítás
- Ez a szócikk részben vagy egészben  a   CEE 7 standard AC plugs and sockets című angol Wikipédia-szócikk fordításán alapul.  Az eredeti cikk szerkesztőit annak laptörténete sorolja fel. Ez a jelzés csupán a megfogalmazás eredetét és a szerzői jogokat jelzi, nem szolgál a cikkben szereplő információk forrásmegjelöléseként.